# 統合效益主義
統合效益主義（英文：Unified Utilitarianism），又稱統合效用主義、統合功利主義，是一種倫理學理論類型，以增量社會價值統合行為效益主義與規則結果主義，由盛慶琜於1991年提出。

## 背景
盛慶琜認為，行為效益主義有許多問題難以解決，而規則結果主義具有謬誤，並且已經脫離效益，不算是效益主義，所以盛慶琜於1991年提出統合效益主義。

## 主要觀點
統合效益主義所主張之「效益」，是統合哲學家、經濟學家與決策理論家之「效益」，以「喜好」界定「效益」，而最後「效益」則界定「價值」，其中「效益」是主觀，而又可以統計。統合效益主義認為，「社會效益」為所有人之終極目標,並且亦主張「效益原則」，而「效益原則」又與「自然原則」、「共存原則」同時存在。統合效益主義計算效益時，會考慮「增量社會價值」，此與行為效益主義不同。另外，統合效益主義認為，行為是個別，而不是種類，此與規則結果主義不同。
盛慶琜認為，統合效益主義主張只有行動層面是可以計算效益，與R. M. Hare之雙重思考方式相近。

## 評論
張華夏認為，統合效益主義有原創力，並且足以抗衡各種倫理學學派。徐珍認為，對統合效益主義而言，反對效益主義之觀點是微不足道或無傷大雅，因為統合效益主義可以有說服力地解釋。